# Symphonie no 4 de Szymanowski
Pour les articles homonymes, voir Symphonie no 4.
La Symphonie no 4 op. 60 de Karol Szymanowski est une symphonie concertante pour piano et orchestre qui date de 1932.

## Historique
C'est l'une des dernières œuvres achevées de Szymanowski. Inspirée de la musique des Tatras, elle s'insère cependant parmi les concertos pour piano de Maurice Ravel et Sergueï Prokofiev.
Il a fallu à Szymanowski à peine quatre mois en 1932 - entre le projet en mars et la fin de la composition, le 9 juin - pour écrire sa Symphonie no 4 - Symphonie concertante op. 60. Bien qu'il l'ait dédiée à son ami et grand pianiste Arthur Rubinstein, en fait, il l'a écrite pour lui-même comme interprète de la partie de piano - même s'il n'était pas un pianiste professionnel ; mais à cette époque, il devait gagner sa vie en faisant des tournées de  concerts, car sa propriété familiale avait été détruite au lendemain de la révolution russe. Cela doit avoir influencé le niveau de difficulté technique de l'œuvre pour sa partie solo, qui tout en étant extrêmement impressionnante, manque d'une virtuosité poussée. Au lieu de cela, Szymanowski a développé l'orchestration, pour obtenir des sons vifs et brillants. Ce changement de priorité, l'orchestre passant avant le soliste, doit être la raison pour laquelle la composition a été appelée « symphonie concertante » plutôt que « concerto pour piano ».
La symphonie a été créée à Poznań le 9 octobre 1932 par l'Orchestre de la ville de Poznań sous la direction de Grzegorz Fitelberg, avec Szymanowski au piano.
Dans les mois suivants, Szymanowski a joué la Symphonie un certain nombre de fois, à la fois en Pologne et à l'étranger : à Copenhague, Bologne, Moscou, Bucarest, Paris, Amsterdam, La Haye, Sofia, Londres, Lyon, Stockholm, Oslo, Bergen, Berlin, Rome, Liège, Maastricht et d'autres villes. Le concert de Copenhague du 19 janvier 1933, joué par Szymanowski et l'Orchestre de la Radio danoise dirigé par Fitelberg, a été enregistré. L'enregistrement a été rendu public par Polskie Nagrania (Muza) en 1980. Artur Rubinstein, à qui l'œuvre est dédiée, a contribué après la Seconde Guerre mondiale à sa promotion, en particulier par l'enregistrement avec le Los Angeles Philharmonia Orchestra dirigé par Alfred Wallenstein en 1952.

## Mouvements
1. Moderato - tempo commodo
2. Andante molto sostenuto
3. Allegro non troppo, ma agitato ed ansioso

Le premier thème est introduit au piano en octaves, et le mouvement se développe ensuite en harmonies simples, avec des modulations qui l'éloignent de la tonalité principale de fa majeur, à laquelle il revient avec emphase à la fin. Dans le mouvement lent, la figure ondulante du piano rappelle La Fontaine d'Aréthuse, la première des trois pièces des Mythes pour violon et piano. À son retour, cette figure accompagne un solo de violon particulièrement émouvant, suivi d'un retour du piano aux figures en octaves du début. Le troisième mouvement est une danse aux allures populaires, avec un autre solo de violon et un solo de piano central dans le style d'une mazurka. Le finale très festif réunit orchestre et piano.

## Discographie
- Arthur Rubinstein et le Los Angeles Philharmonic New Music Group dirigé par Alfred Wallenstein (RCA).
- Piotr Paleczny et l'Orchestre symphonique national de la radio polonaise dirigé par Jerzy Semkow, 1979 (EMI).
- Leif Ove Andsnes et l'orchestre symphonique de Birmingham dirigé par Simon Rattle, 1996 (EMI).